# Lukas Fattet
Lukas Fattet (* 11. September 1692 in Basel; † 11. Februar 1751 ebenda) war ein Schweizer Unternehmer und Pietist.

## Leben
Lukas Fattet war der Sohn seines gleichnamigen Vaters Lukas Fattet (* 25. Januar 1656; † 12. Oktober 1717), Kaufmann, und dessen Ehefrau Susanna Hugo. Seine Schwester Susanna war mit dem Seidenbandfabrikanten Jakob Sarasin verheiratet.
Als Kaufmann und Seidenbandfabrikant wurde er 1715 Sechser der Zunft zu Rebleuten und damit zugleich Mitglied des Grossen Rats.
Lukas Fattet war mit Anna Maria (1699–1727), Tochter von Lukas Hagenbach (1680–1751) und dessen Ehefrau Anna Elisabeth Sarasin (1680–1707), verheiratet. Gemeinsam hatten sie neun Kinder.

### Pietistisches Wirken
Lukas Fattet war der Laienanführer des noch jungen Stadtbasler Pietismus kirchlicher Prägung und stellte, in der Nachfolge seiner Mutter, sein Haus in der St.-Johanns-Vorstadt für Konventikel und als Unterkunft von Glaubensverwandten wie Samuel König (1671–1750), Samuel Lutz oder Jakob Schmidlin zur Verfügung. Anfänglich wurde er noch durch die vom Rat der Stadt 1718 eingerichtete Religionskammer, die aus Geistlichen und Weltlichen Deputaten bestand, kritisch kontrolliert. Im Laufe der Zeit liess man ihn, der von den rigid-separatistischen Pietisten abgelehnt wurde, und seinen Kreis gewähren. Mit der Unterstützung des deutschen Gründers der Herrnhuter Brüdergemeine, Nikolaus Ludwig von Zinzendorf, wurde Lukas Fattet 1741 aus dem von ihm angemassten Vorsteheramt der Basler Brüdergemeine verdrängt.
Er starb als Letzter seines 1636 eingebürgerten Refugiantengeschlechts.